# Euphorbia ballyana
Euphorbia ballyana es una especie fanerógama perteneciente a la familia Euphorbiaceae.

## Descripción
Es un planta perenne, suculenta, con tallo erecto en forma de columna que alcanza los 30 cm de altura y con los bordes de los tallos espinosos. Está ramificada desde la base, con una raíz carnosa gruesa; ramas erectas de 30 (-50) cm de altura con  7-10 mm de diámetro y escasamente ramificada, cilíndrica, con dientes muy oscuros, ± 2 mm; espinosos.

## Ecología
Se encuentra en los matorrales secos de Acacia-Commiphora, y entre los matorrales de Sansevieria, a una altitud de 900 metros.

## Usos
Está generalizada en el cultivo debido a su facilidad en ambos requerimientos, culturales y de propagación.
Se encuentra cerca de Euphorbia graciliramea. No ha sido encontrada en la naturaleza desde 1960. 

## Distribución
Es endémica de Kenia.

## Taxonomía
Euphorbia ballyana fue descrita por Werner Rauh y publicado en Kakteen und andere Sukkulenten 17: 46. 1966.
Etimología
Euphorbia: nombre genérico que deriva del médico griego del rey Juba II de Mauritania (52 a 50 a. C. - 23), Euphorbus, en su honor – o en alusión a su gran vientre –  ya que usaba médicamente Euphorbia resinifera. En 1753 Carlos Linneo asignó el nombre a todo el género.
ballyana: epíteto otorgado en honor de botánico suizo Peter René Oscar Bally (1895 - 1980), director del Herbario del Museo Nacional Coryndon en Nairobi.